# Museu Histórico de Ipê
El Museo Histórico de Ipê, también conocido por el acrónimo MHI, es un museo brasileño ubicado en Ipê, Río Grande del Sur. Alberga diversas reliquias antiguas, así como la historia de la región, incluidos artefactos de los pueblos originarios que alguna vez habitaron el área.
MHI tiene como objetivo mantener vivos los eventos y descubrimientos del área, transmitiendo así conocimientos a las futuras generaciones. Establecido en 2012, ha experimentado varios cambios a lo largo de los años, lo que ha provocado desgaste en las piezas de la colección. Ahora, el museo finalmente ha encontrado un espacio permanente y seguro en el antiguo edificio del Seminario, que ahora pertenece al municipio. El Departamento Municipal de Educación y Cultura supervisó las renovaciones necesarias, con el apoyo del Departamento Municipal de Obras Públicas y estudiantes de la Unidad de Preservación del Museo, supervisados por la profesora Cristiane dos Anjos Parisoto. El museo también alberga la Biblioteca Mario Quintana y la Sala de Artesanos.